# 7 Wonders Architects
7 Wonders Architects est un jeu de société de Antoine Bauza sorti en 2021 et édité par Repos Production. Il reprend l'univers de ses prédécesseurs 7 Wonders et 7 Wonders Duel. Il remporte l'As d'or du jeu de l'année en 2021.

## Présentation
Le but du jeu est d'accumuler le maximum de points de victoire avant que la fin de partie ne soit déclenchée par la construction d'une merveille par un des joueurs. A son tour, un joueur doit choisir une carte parmi trois et en appliquer les effets si besoin. On retrouve 5 types de cartes similaires aux autres jeu de l'univers : les cartes vertes pour le progrès, les grises pour les ressources, les bleues pour les points de victoire, les rouges pour la guerre et enfin les jaunes pour l'or.
Ce jeu est considéré comme le plus accessible de la série,.

## Récompenses
| Année | Cérémonie                                         | Catégorie               | État        | Références |
| ----- | ------------------------------------------------- | ----------------------- | ----------- | ---------- |
| 2021  | Swiss Gamers Award                                | Jeu de l'année          | Sélectionné | [ 3 ]      |
| 2022  | As d'or                                           | Jeu de l'année          | Récompensé  | [ 4 ]      |
| 2022  | Guldbrikken (Équivalent de l'As d'or au Danemark) | Jeu familial de l'année | Récompensé  | [ 5 ]      |